# Gegharot
Gegharot (en arménien Գեղարոտ ; jusqu'en 1945 Keshiskend) est une communauté rurale du marz d'Aragatsotn, en Arménie. Elle compte 595 habitants en 2009.